# Стонибрук (Пенсилванија)
Стонибрук (енгл. Stonybrook) насељено је место без административног статуса у америчкој савезној држави Пенсилванија.

## Демографија
По попису из 2010. године број становника је 2.384.
| Група             | 2000.    | 2010.         |
| Белци             | 0 (0,0%) | 2.110 (88,5%) |
| Афроамериканци    | 0 (0,0%) | 107 (4,5%)    |
| Азијати           | 0 (0,0%) | 83 (3,5%)     |
| Хиспаноамериканци | 0 (0,0%) | 62 (2,6%)     |
| Укупно            | 0        | 2.384         |